# Siwilli
Siwilli (auch: Siwili) ist ein Dorf in der Landgemeinde Tondikiwindi in Niger.

## Geographie
Das von einem traditionellen Ortsvorsteher (chef traditionnel) geleitete Dorf befindet sich rund 67 Kilometer nordwestlich des Hauptorts Tondikiwindi der gleichnamigen Landgemeinde, die zum Departement Ouallam in der Region Tillabéri gehört. Zu den Siedlungen in der näheren Umgebung von Siwilli zählen Tongo Tongo im Nordosten, Zaroumbey Darey im Südosten und Tingara im Westen.
Siwilli ist Teil der Übergangszone zwischen Sahara und Sahel. Die durchschnittliche jährliche Niederschlagsmenge beträgt hier zwischen 200 und 300 mm.

## Geschichte
Siwilli wurde 1934 als Weiler für landwirtschaftliche Zwecke gegründet, der in der Anfangszeit nicht ganzjährig bewohnt war. Ein 1969 gegrabener neuer Brunnen schuf die Voraussetzung für eine ständige Besiedlung.

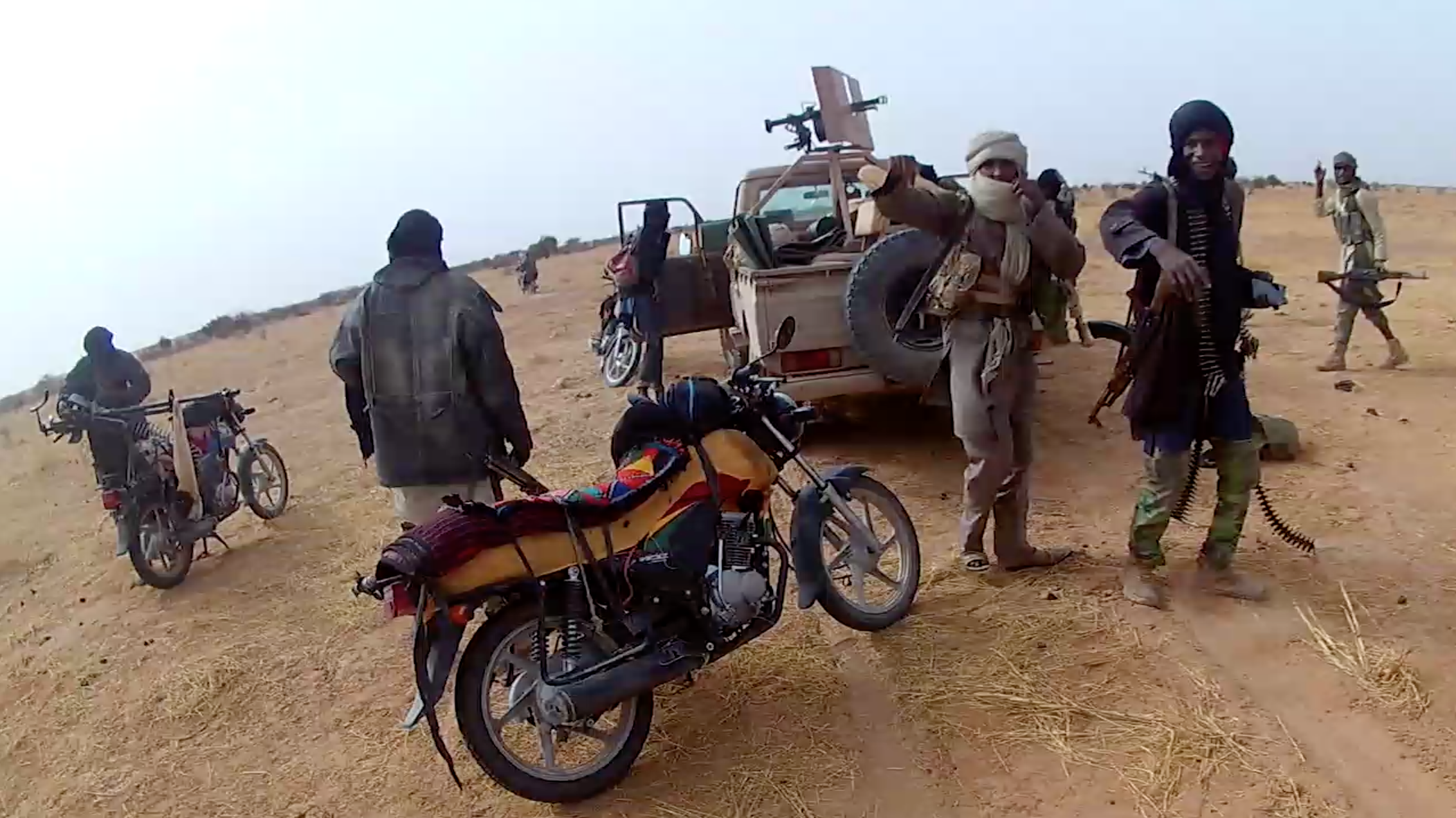
Terrorangriff auf einen Militärkonvoi in Siwilli (2019)

Nach einem entsprechenden Aufruf von Abū Bakr al-Baghdādī, dem Anführer der Terrororganisation Islamischer Staat (IS), intensivierte die Terrororganisation Islamischer Staat in der Größeren Sahara (ISGS) im Mai 2019 ihre Angriffe in Niger. Dazu zählte ein zurückgeworfener Ansturm auf das Hochsicherheitsgefängnis Koutoukalé am 13. Mai 2019. Der tödlichste Angriff dieser Anschlagswelle ereignete sich am 14. Mai 2019, als in Siwilli 27 Soldaten eines Militärkonvois getötet wurden. Aufgrund der weiterhin unsicheren Lage suchten ab Mai und Juni 2020 über 220 Binnenvertriebene aus Siwilli, die der Volksgruppe der Zarma angehörten, in der Departementshauptstadt Ouallam Zuflucht.

## Bevölkerung
Bei der Volkszählung 2012 hatte Siwilli 410 Einwohner, die in 49 Haushalten lebten. Bei der Volkszählung 2001 betrug die Einwohnerzahl 308 in 32 Haushalten und bei der Volkszählung 1988 belief sich die Einwohnerzahl auf 299 in 37 Haushalten.

## Wirtschaft und Infrastruktur
Das Dorf liegt in einer Zone der Naturweidewirtschaft, die sich entlang der Staatsgrenze zu Mali erstreckt. Der Hauptbrunnen von Siwilli ist 45 Meter tief. Es gibt eine Grundschule im Ort.